# Bâton de Moïse

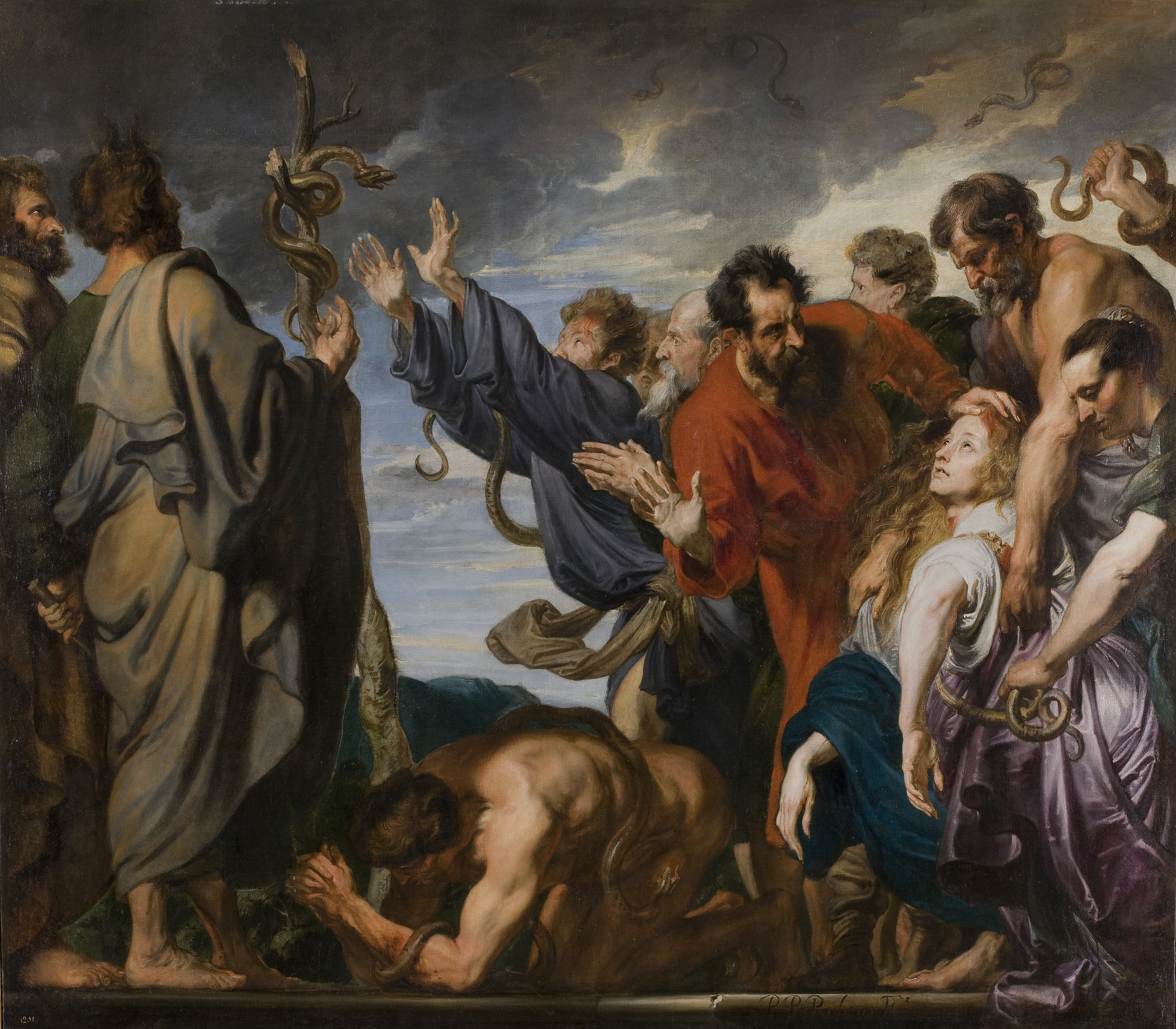
Moïse et le serpent d'airain, par Antoine van Dyck, musée du Prado (v. 1618).

Le bâton de Moïse est un symbole religieux juif, chrétien et musulman. Dans la version avec le serpent d'airain, il est nommé Nehushtan. 
C'est un grand bâton de marche (en hébreu מַטֶּה, matteh) en bois que porte le prophète Moïse selon la Bible et le Coran.

## Bible hébraïque

### Première mention
Le bâton est mentionné pour la première fois dans le Livre de l'Exode (4:2), quand YHWH apparaît à Moïse dans le Buisson ardent. Il permet au prophète de réaliser de nombreux prodiges : Moïse s'en sert entre autres pour ouvrir les flots de la mer Rouge, faire tomber la grêle, transformer l'eau du Nil en sang, transformer la poussière du sol en poux ou faire jaillir de l'eau du rocher du mont Horeb. Le bâton se transforme en serpent puis se retransforme en bâton.
Le bâton utilisé par Moïse est créé au crépuscule du premier Shabbat de la Création (Pirkei Avot 5:6). Il est le symbole de l’autorité divine, d'abord remis à Adam puis transmis à une lignée de prophètes.

### Serpent d'airain

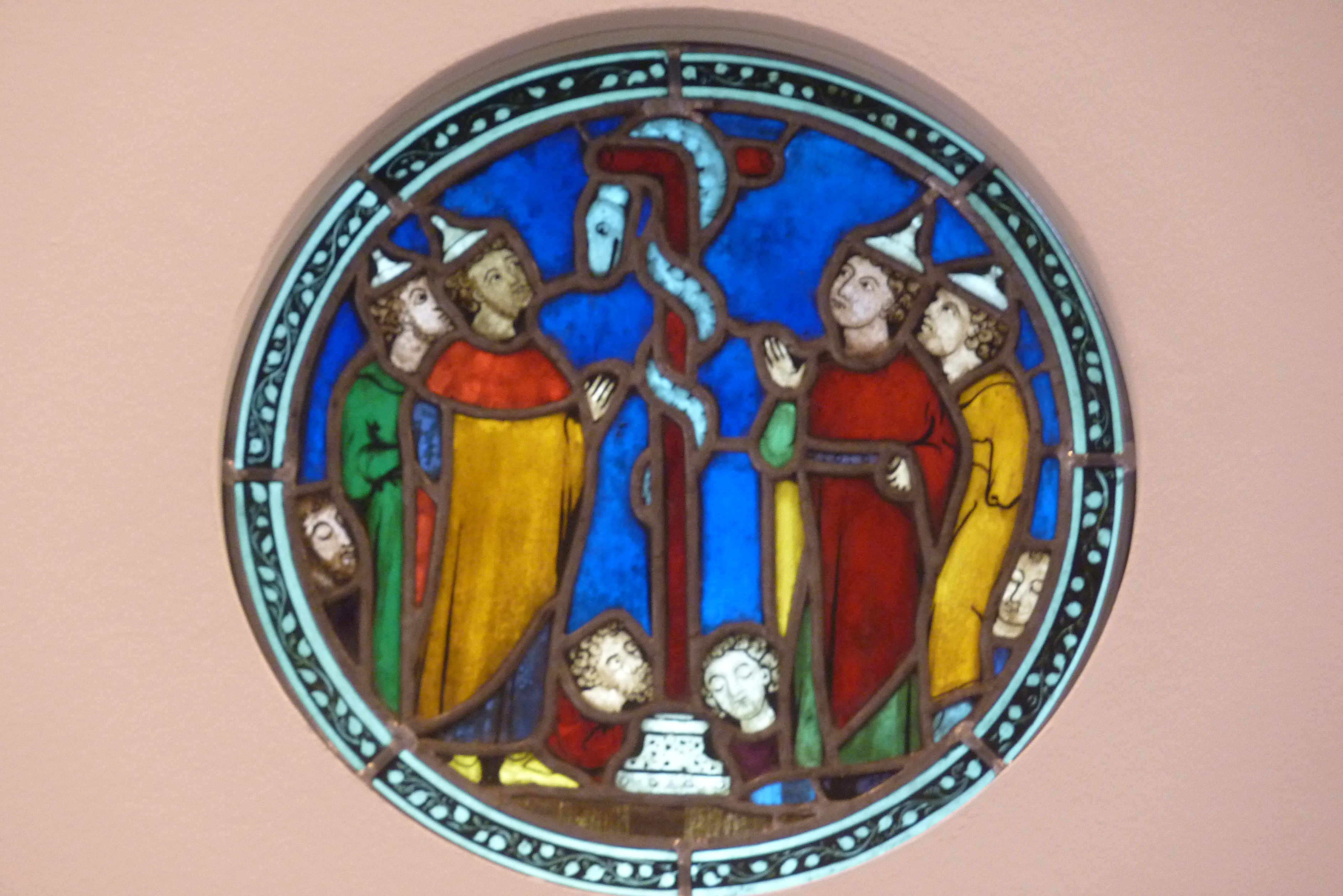
Moïse et le serpent d'airain, vitrail (1225-1250) aujourd'hui au musée Schnütgen, Cologne. Des Juifs coiffés du Judenhut entourent Moïse et Aaron. Les quatre têtes à leurs pieds représentent des Juifs rebelles qui ont été mordus par des serpents puis sauvés de la mort à la vue de Nehushtan (Nb 21:4-9).

Le Livre des Nombres évoque le façonnage du serpent d'airain ou Nehushtan par Moïse (sous le commandement de Dieu), serpent qui est dépositaire de la grâce et du pouvoir divin de guérir ceux qui ont été mordus par de vrais serpents. « Moïse fit un serpent d'airain, et le plaça sur une perche ; et quiconque avait été mordu par un serpent, et regardait le serpent d'airain, conservait la vie » (Nb 21:9).

## Religions abrahamiques
Le judaïsme propose plusieurs interprétations. D'après Rabbi Levi II ,, « Le bâton de Moïse, créé entre les deux soleils fut transmis au premier homme dans le jardin d’Adam. Adam le transmit à Énoch. Énoch le transmit à Noé. Noé le transmit à Sem. Sem le transmit à Abraham. Abraham le transmit à Isaac. Isaac le transmit à Jacob. Jacob le fit descendre en Égypte et le transmit à Joseph, son fils. Lorsque Joseph mourut, toute sa maison fut pillée et ses biens furent mis dans le palais du Pharaon. Jethro était l’un des magiciens de l’Égypte. Il vit le bâton et les signes qui étaient inscrits. Il le désira ardemment et s’en empara. Il l’emporta et le planta au milieu du jardin de sa maison. Aucun homme ne put l’approcher. Lorsque Moïse arriva chez Jethro, il entra dans le jardin de sa maison et aperçut le bâton et il lut les lettres qui y étaient inscrites. Il étendit sa main et le prit. Jethro le vit et s’exclama : « celui-ci est destiné à délivrer Israël de l’Égypte dans le futur ». C’est pour cette raison qu’il donna à Moïse Séphora, sa fille, pour femme. »
Dans le christianisme, ce bâton "apparaît parfois dans des représentations de Jésus et de Jean le Baptiste s'adressant au peuple ou effectuant des miracles". 
Le  soufisme interprète le bâton de Moïse comme un symbole du secret spirituel selon Faouzi Skali. "Figure symbolique et identitaire dont se sont emparés les trois monothéismes, Moïse le prophète, avec pour seule arme le secret des noms de Dieu, a transformé son bâton en serpent, affronté le buisson ardent, les dix plaies d’Égypte et le Veau d'or".

## Galerie

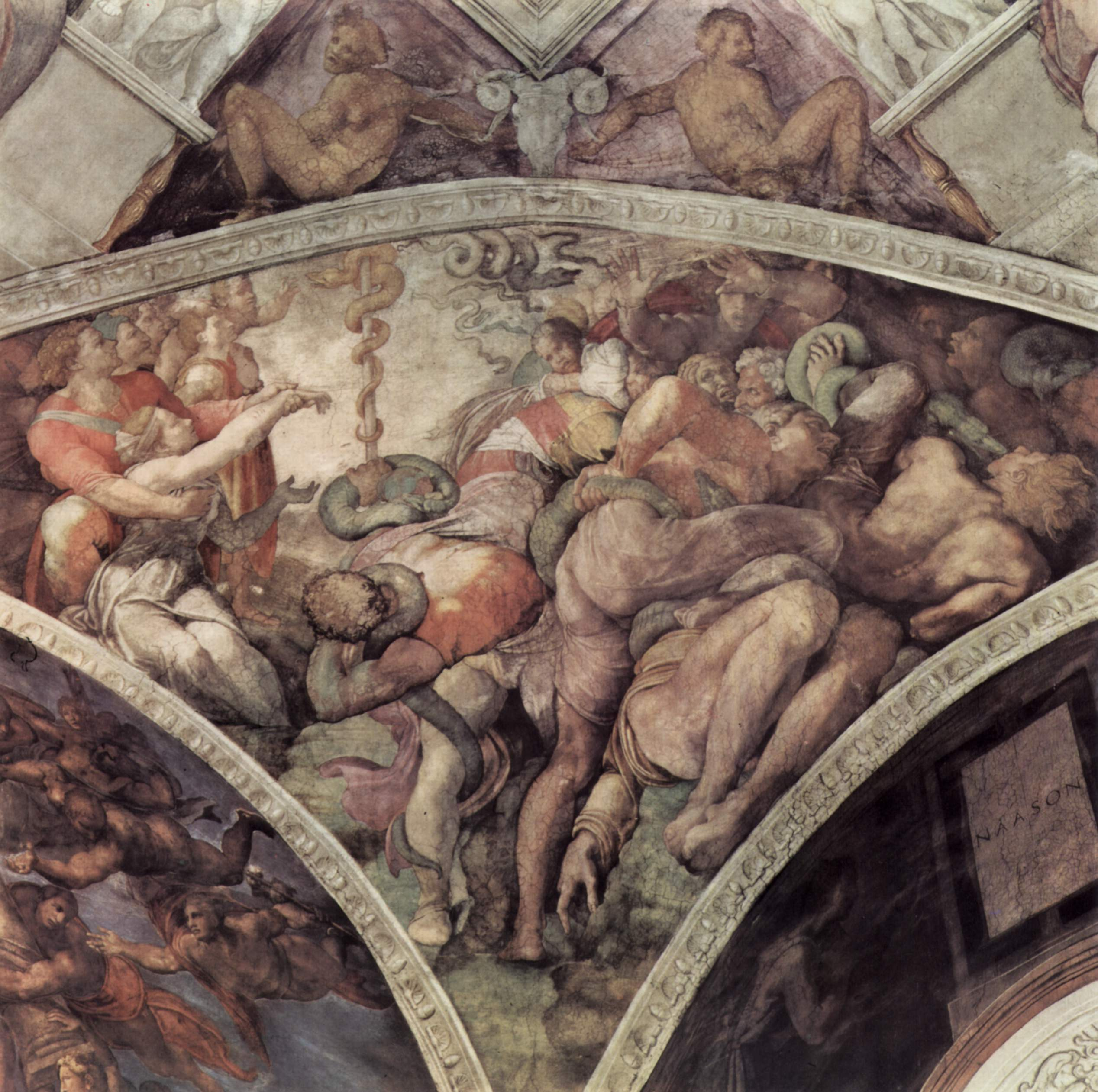
Version du Nehushtan par Michel-Ange, chapelle Sixtine (1508).
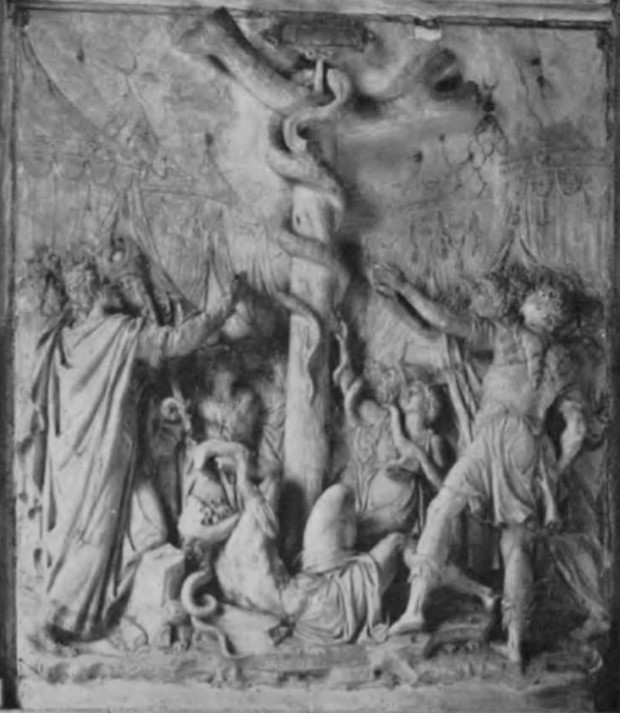
Version de Willem van den Broeck, château de Schwerin (1563).
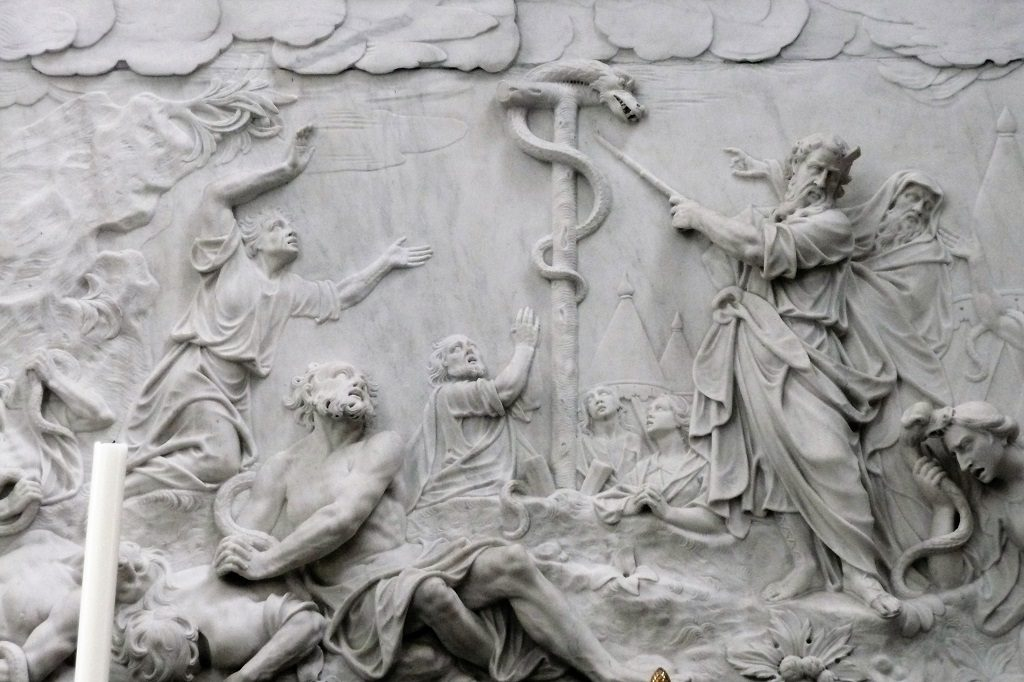
Version de Willem Ignatius Kerricx (en), cathédrale Notre-Dame d'Anvers (v. 1735).
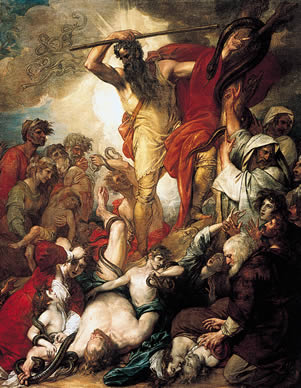
Version de Benjamin West, coll. université Bob Jones.
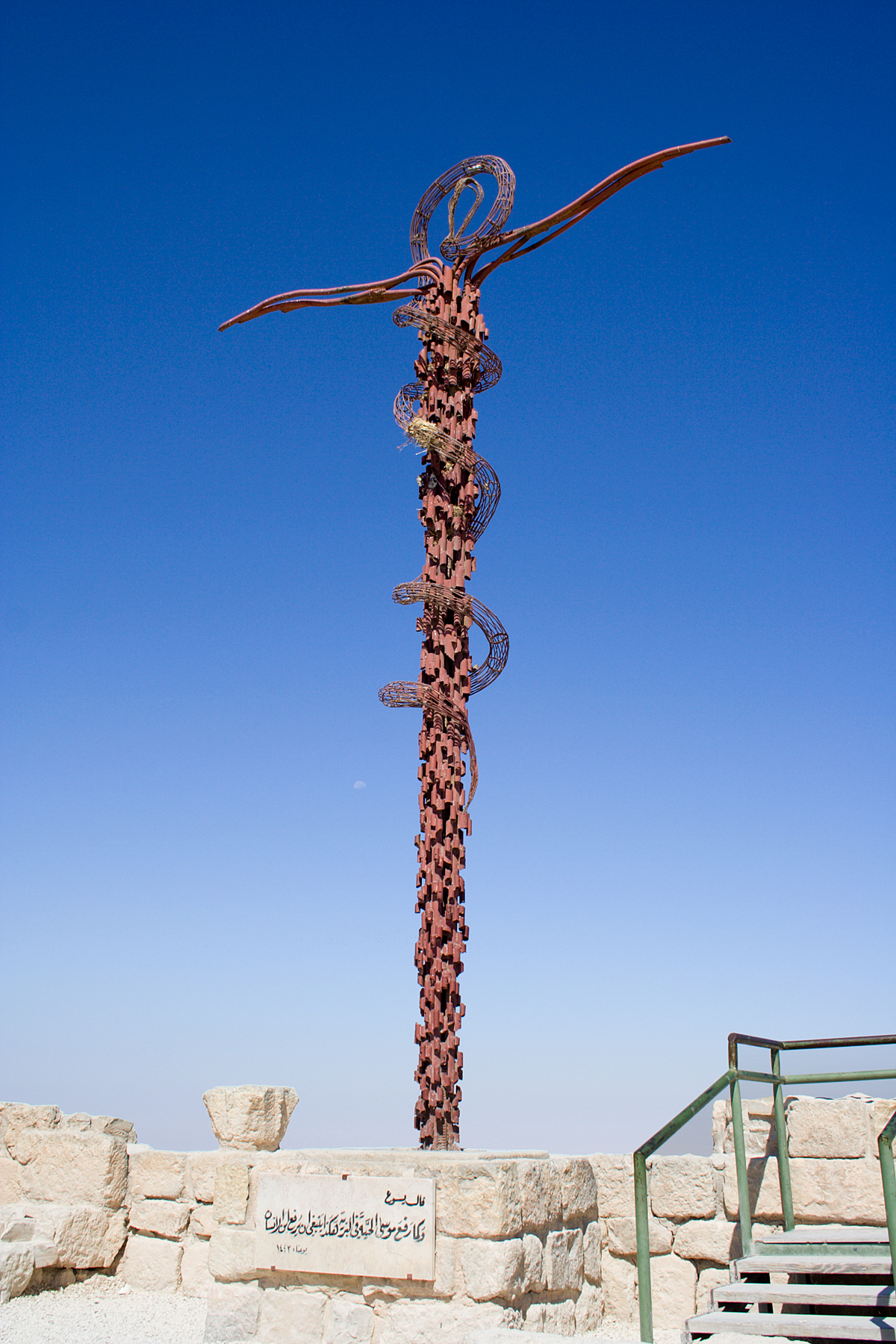
Sculpture du Serpent d'airain de Moïse (en forme de caducée) sur le mont Nébo.

## Culture populaire
Istanbul revendique posséder plusieurs reliques de Moïse : la salle des reliques (Has Oda) du palais de Topkapı abriterait des Reliques Sacrées, dont le bâton de Moïse.
La recherche du bâton de Moïse est le sujet de l'intrigue du jeu vidéo Indiana Jones et le sceptre des rois, aventure d'Indiana Jones. 